# شمال در برابر جنوب
شمال در برابر جنوب (فرانسوی: Nord contre Sud‎) یک رمان علمی–تخیلی فرانسوی اثر ژول ورن می‌باشد که در سال ۱۹۸۷ منتشر شد.